# Michail Wladimirowitsch Rybalko
Michail Wladimirowitsch Rybalko (russisch Михаил Владимирович Рыбалко, ukrainisch Михайло Володимирович Рибалко; * 22. November 1956 in Tschernihiw; † 27. September 1979 bei Sondershausen) war ein sowjetischer Militärpilot und Fliegeroffizier. Bei einem Flugzeugabsturz in der Nähe von Sondershausen gelang es ihm, den Tod Unbeteiligter zu verhindern, während er selbst ums Leben kam.

## Absturz am 27. September 1979
Rybalko war als Oberleutnant beim 294. Fliegerregiment auf dem Flugplatz Allstedt stationiert und flog dort ein Aufklärungsflugzeug vom Typ MiG-21R.
Am 27. September 1979 traten während eines Fluges Triebwerksprobleme auf, und zwar in etwa 800 Meter Höhe zwischen Bad Frankenhausen und Sondershausen. Obwohl Rybalko über Funk den eindeutigen Befehl zum Ausstieg bekam, nutzte er nicht den Schleudersitz, sondern zog die bereits brennende Maschine mit letzter Geschwindigkeitsreserve noch über das Sondershausener Neubaugebiet Borntal hinweg, da das Flugzeug sonst führerlos dort abgestürzt wäre.
Der Aufschlag erfolgte dann um 16:47 Uhr etwa 400 Meter entfernt von den letzten Wohnblöcken bzw. 60 Meter darüber am Hang, wobei das Flugzeug eine rund 300 Meter lange Schneise in den Göldnerwald riss. Es wird vermutet, die MiG sei zuerst mit dem Heck aufgeschlagen, da sie sich zum Absturzzeitpunkt in stark „überzogenem“ Flugzustand befunden haben soll.
Die sterblichen Überreste Rybalkos wurden zunächst auf dem Sowjetischen Ehrenfriedhof am Rosengarten in Sondershausen beigesetzt und später in seine ukrainische Heimatstadt Tschernihiw überführt.

## Ehrungen
- Gedenktafel auf dem Sowjetischen Ehrenfriedhof (Lage) am Rosengarten.
- Gedenkstein nahe der Absturzstelle (Lage) am Beginn des sogenannten Prinzessinnenweges, unweit des Rondells bei Sondershausen, errichtet 2020 vom Verein „Statt Urwald – Kulturwald am Possen und Hainleite“[6][7][8]